# エリナ・ロドリゲス
エリナ・マリア・ロドリゲス（Elina Maria Rodríguez、女性、1997年2月11日 - ）は、アルゼンチンのバレーボール選手。ポジションはアウトサイドヒッター。アルゼンチン代表。

## 来歴
サンタフェ出身。2014年にSan Lorenzoへ加入しバレーボール選手としてのキャリアをスタートさせる。そこで4年間プレーした後、2018年にブラジルリーグのBarueriへ移籍した。アルゼンチン代表として世界選手権に2大会連続出場し、2019年のワールドカップにも出場した。

## 球歴
- オリンピック - 2021年
- 世界選手権 - 2014年、2018年
- ワールドカップ - 2019年
- 東京五輪大陸間予選 - 2019年

## 所属クラブ
- San Lorenzo（2014-2018年）
- Barueri（2018-2019年）
- イモコ・コネリアーノ（2018-2019年）
- LPM Pallavolo Mondovì（2019-2020年）
- Vandœuvre Nancy Volley-Ball（2020-2021年）
- Paris Saint-Cloud（2021-2022年）
- Fluminense FC（2022-）